# Olympische Reiterspiele 1956/Teilnehmer (Niederlande)
| Gelbes Symbol für Goldmedaillen mit stilisierten Olympischen Ringen | Graues Symbol für Silbermedaillen mit stilisierten Olympischen Ringen | Braundes Symbol für Bronzemedaillen mit stilisierten Olympischen Ringen |
| ------------------------------------------------------------------- | --------------------------------------------------------------------- | ----------------------------------------------------------------------- |
| —                                                                   | —                                                                     | —                                                                       |

Die Niederlande nahmen während der Olympischen Sommerspiele 1956 ausschließlich an den Reitspielen in der schwedischen Hauptstadt Stockholm mit einer Delegation von einem Sportler an einem Wettbewerb teil.
Es war die zwölfte Teilnahme der Niederlande an Olympischen Sommerspielen.

## Teilnehmer nach Sportarten

### Reiten
- Alexis Pantchoulidzew
  - Dressur Einzel

Finale: 586,50 Punkte, Rang 28
Punktrichter eins: 119,50 Punkte, Rang 25
Punktrichter zwei: 118,50 Punkte, Rang 24
Punktrichter drei: 120,5 Punkte, Rang 26
Punktrichter vier: 111,5 Punkte, Rang 31
Punktrichter fünf: 116,5 Punkte, Rang 29